# Chaetomium raii
Chaetomium raii är en svampart som beskrevs av G. Malhotra & Mukerji 1976. Chaetomium raii ingår i släktet Chaetomium och familjen Chaetomiaceae.   Inga underarter finns listade i Catalogue of Life.